# شركة الأفلام الأفغانية
شركة الأفلام الأفغانية المعروفة أيضًا باسم منظمة الأفلام الأفغانية (بالإنجليزية: Afghan Film Organization)‏ هي شركة أفلام تديرها الدولة في أفغانستان، تأسست عام 1968. الرئيسة الحالية هي صحرا كريمي (بالإنجليزية: Sahraa Karimi)‏، الحاصلة على درجة الدكتوراه في السينما من أكاديمية الفنون المسرحية في براتيسلافا، وهي أول سيدة تتولى منصب الرئاسة. 
دمرت طالبان العديد من محتويات أرشيف الافلام الخاص بالشركة، على الرغم من أن بعض الموظفين أنقذوا أفلامًا قيمة مخاطرين بحياتهم.  تم تأريخ عدد من جهود الإنقاذ والأرشفة في الفيلم الوثائقي لعام 2015 حقيقة الخفقان (بالإنجليزية: A Flickering Truth)‏. تم إطلاق مهرجان سينمائي لمدة ثمانية أيام في 3 أغسطس 2019، حيث عرض 100 فيلم حول دور السينما المختلفة في البلاد احتفالًا بالذكرى المئوية لاستقلال البلاد.
في عام 2019، تم إصدار الفيلم الوثائقي البكرة المحرمة (بالإنجليزية: The Forbidden Reel)‏، الذي يشرح تاريخ السينما الأفغانية من خلال المقابلات والمحفوظات. من إخراج المخرج الأفغاني الكندي، أرييل نصر، عُرض الفيلم دوليًا في مهرجان الأفلام الوثائقية الدولي بأمستردام 2019، وفاز بجائزة روجرز للجمهور (بالإنجليزية: Rogers Audience Award)‏ في مهرجان هوت دوكس 2020.

## روابط خارجية
- https://web.archive.org/web/20160304023402/http://www.afghanmagazine.com/2004_07/photoessay/afghanfilm.shtml
- Heros of Saving Afghan Film Archives على يوتيوب